# هواگرد ترابری منطقه‌ای اچ‌ای‌ال/ان‌ای‌ال
هواگرد ترابری منطقه‌ای اچ‌ای‌ال/ان‌ای‌ال (به انگلیسی: HAL/NAL Regional Transport Aircraft) یک هواپیمای مسافربری در حال ساختِ کارخانهٔ هیندوستان آیروناتیکس در کشور هند است که ظرفیتی بین ۷۰ تا ۱۰۰ سرنشین خواهد داشت.